# Jornada Mundial da Juventude de 1995

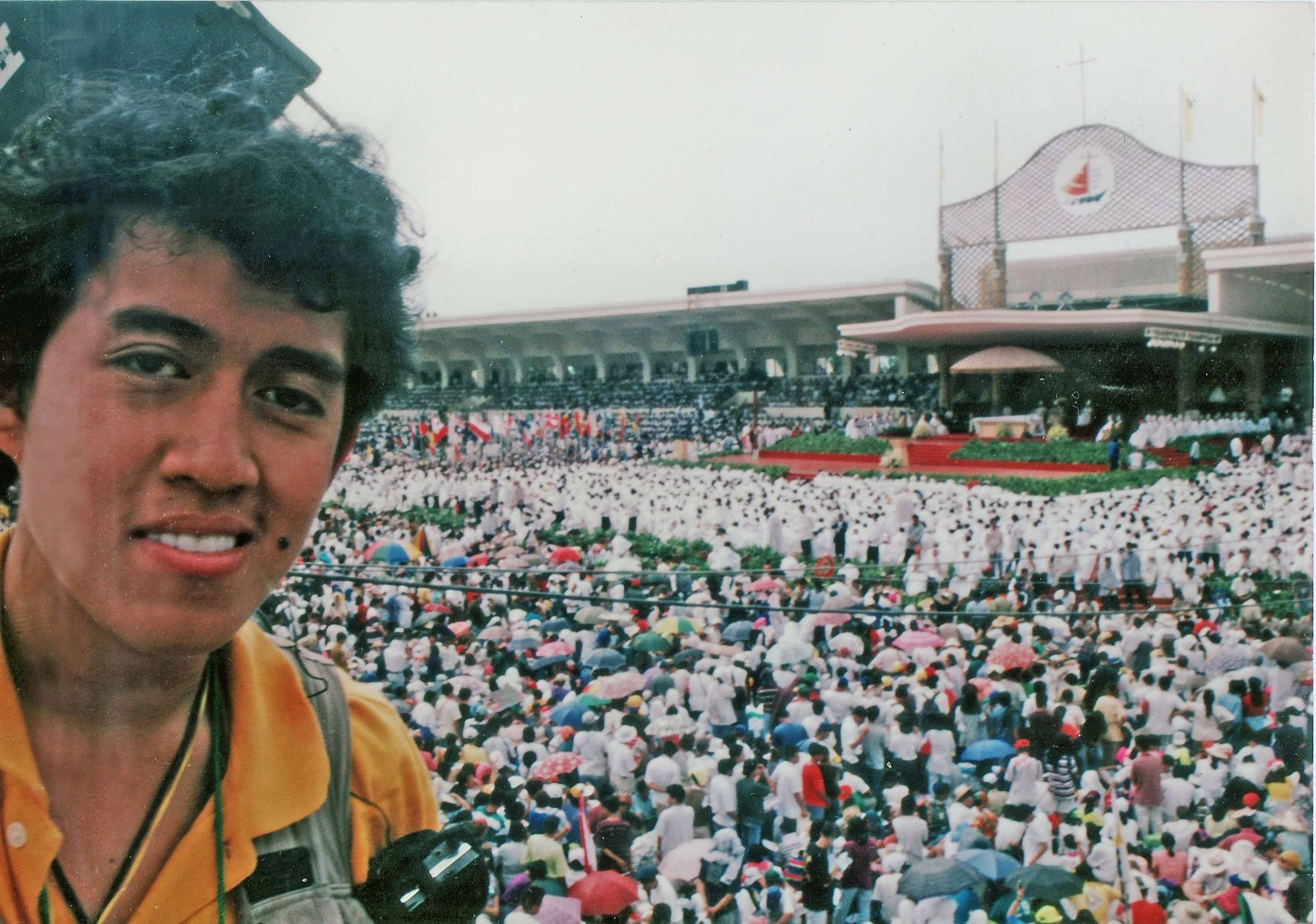
Imagem do evento.

A X Jornada Mundial da Juventude (ou JMJ 1995) foi um encontro da juventude católica realizado entre 10 e 15 de janeiro de 1995, 
em Manila, nas Filipinas.
A estimativa de peregrinos no encerramento do evento foi de 4 milhões de participantes, tendo sido a JMJ com mais peregrinos da história.
| “ | (...) de vocês depende o terceiro milênio, que é por vezes apresentado como uma maravilhosa nova era para a humanidade, mas também desperta muitos medos e ansiedades. Quem vos diz isso é uma pessoa que viveu durante grande parte do século XX, e está prestes a partir.(...) O futuro depende de vossa maturidade. A Igreja olha para o futuro com confiança, quando ouve de vossos lábios a mesma resposta que Jesus deu a Maria e José, quando o encontraram no templo, "Não sabeis que devo ocupar-me das coisas de meu Pai?". Ele deu a mesma resposta que vocês. Ele era mais jovem, vocês tem mais idade.(...) | ” |
|   | — João Paulo II - Manila, Homilia em 15 de janeiro de 1995. |   |